# Piero Méndez
Piero Méndez (Gijón, 26 de junio de 1996) es un modelo y actor español-croata que comenzó su carrera en 2014 abriendo en exclusiva el desfile de Prada en Milán, desde entonces ha realizado campañas publicitarias para marcas como Calvin Klein, Givenchy,Tom Ford, Michael Kors, Balenciaga entre otras.

## Biografía
Piero Méndez nació el 26 de junio de 1996 en Gijón, España. Fue descubierto para ser modelo con 18 años e inició su carrera como actor en 2021.

## Trayectoria profesional
Comenzó como modelo a los 18 años abriendo en exclusiva el desfile de Prada en Milán en junio de 2014. 
Desde entonces ha realizado más de 200 desfiles, entre ellos Versace, Dior, Giorgio Armani, Prada, Givenchy,Burberry, Michael Kors, Dolce & Gabbana, Calvin Klein, Raf Simons, Fendi, Tom Ford, Valentino, Berluti, Bottega Veneta, Haider Ackermann , Balmain, Salvatore Ferragamo, Missoni y Hugo Boss entre otros. 
Ha protagonizado campañas publicitarias para Calvin Klein, Tom Ford, Balenciaga, Carolina Herrera, Givenchy, Michael Kors, Salvatore Ferragamo, Prada, DKNY, Etro , Uniqlo, H&M, y editoriales para las revistas : Vogue , Harper's Bazaar, GQ, Another Man Magazine, Man About Town, CR Fashion Book, Elle Men, Details Magazine, 10 Men Magazine, Numero Homme. 
Ha sido fotografiado por los fotógrafos Steven Meisel, Paolo Roversi, Mario Testino, Mario Sorrenti, David Sims, Willy Vanderperre, Harley Weir, Daniel Jackson entre otros. 

En 2021 rueda su primera película Hollyblood, bajo la dirección de Jesús Font.

## Premios y Nominaciones
- En el año 2015 fue nombrado entre los 10 mejores modelos del mundo por Vogue Paris
- En el año 2015 quedó en segundo lugar a modelo revelación del año por la página especializada Models.com
- En el año 2015 fue incluido en la lista «Top50» de Models.com
- En el año 2015 fue el modelo masculino que más desfiles ha realizado del mundo con 79 en un solo año.
- En el año 2016 fue nominado a mejor modelo del año por Models.com
- En el año 2018 fue nominado a mejor modelo del año por Models.com
- En el año 2021 fue incluido en la lista «The Money Guys» por Models.com